# فهد ردة الحارثي
فهد ردة الحارثي كاتب ومخرج مسرحي سعودي، ولد في مكة المكرمة عام 1962م (1382هـ). يعد من رواد المسرح في المملكة العربية السعودية. بدأ اهتمامه بالمسرح من باب النقد المسرحي في الصحافة بالإشراف على أول صفحة عن المسرح السعودي في جريدة البلاد عام 1987م. وصدرت أعماله المسرحية الكاملة عن نادي الطائف الأدبي عام 2021م.

## العمل والمشاركات
- كانت بداياته عام 1981م بالانضمام إلى عضوية جمعية الثقافة والفنون في الطائف.
- عضو لجنة الفنون المسرحية بجمعية الثقافة والفنون بالطائف.
- عضو مؤسس لجمعية المسرحيين السعوديين.
- أسس «ورشة العمل المسرحي» في إطار الجمعية العريية السعودية للثقاقة والفنون بالطائف مع عدد من المسرحيين.[3]

## أعمال مسرحية
| المسرحية         | التاريخ | ملاحظات |
| ---------------- | ------- | --- |
| يا رايح الوادي   | 1989م   | إخراج عثمان أحمد حمد. |
| الأوراق الثلاث   | 1990م   | إخراج عثمان أحمد حمد. |
| يا رايح الوادي   | 1990م   | إخراج عثمان أحمد حمد. |
| بيت العز         | 1990م   | إخراج عثمان أحمد حمد. |
| النبع            | 1993م   | إخراج أحمد الأحمري. |
| بيت العز         |         | |
| شدت القافلة      |         | |
| بازار            |         | |
| عصف              |         | |
| حالة قلق         |         | |
| رحلة البحث       |         | |
| أريد أن أتكلم    |         | |
| العرض الأخير     |         | |
| سفر الهوامش      | 2006م   | إخراج أحمد الأحمري. |
| أبناء الصمت      |         | |
| يوشك أن ينفجر    |         | |
| الفنار           |         | |
| البروفة الأخيرة  |         | |
| الناس والحبال    |         | |
| زين خليك رجال    |         | |
| المحتكر          |         | [ 3 ] |
| كنا صديقين       | 2010م   | إخراج فهد ردة الحارثي. |
| المحطة لا تغادر  | 2012م   | إخراج أحمد الأحمري. |
| الجثة صفر        | 2013م   | إخراج سامي الزهراني. |
| بعيداً عن السيطرة | 2016م   | إخراج سامي الزهراني. وفاز الحارثي بها بجائزة أفضل نص مسرحي في مهرجان الجنادرية في دورته الثلاثين، كما فازت المسرحية بجائزة أفضل إخراج وجائزة أفضل ممثل ثانٍ، وجائزة أفضل عمل مسرحي متكامل. كما فازت المسرحية بجائزة الدكتور عبد المحسن القحطاني للثقافة والفنون في مجال الفنون المسرحية من نادي جدة الأدبي كأفضل عرض مسرحي متكامل وأفضل إخراج مسرحي عام 2016. |
| تشابك            | 2017م   | إخراج أحمد الأحمري. |
| البابور          | 2018م   | جمعان رويجح الذويبي. |
| تنصيص            | 2018م   | إخراج سامي الزهراني. |

## تكريم
- كرم في مهرجان الجنادرية لعام 1999م ضمن رواد الحركة المسرحية في السعودية.
- كرم في مهرجان المسرح العربي بمصر في دورته السادسة 2007م.
- كرم في مهرجان المسرح السعودي الرابع ضمن رواد الحركة المسرحية السعودية 2008م.
- كرم في مهرجان أيام قرطاج المسرحية الدورة الرابعة عشرة 2009م.
- فاز بجائزة أفضل نص وجائزة أفضل عرض في مهرجان الشارقة للمسرح الخليجي عام 2017.[3]
- كرم في مهرجان القاهرة للمسرح التجريبي (الدورة 29) في أغسطس 2022.[15]

## إصدارات
| الإصدار                                                | التاريخ | ملاحظات |
| ------------------------------------------------------ | ------- | --- |
| نصوص مسرحية                                            | 2009    | |
| المسرح السعودي: اللوحة والإطار                         | 2010    | [ 16 ] |
| كنا صديقين: ومسرحيات أخرى                              | 2013    | |
| الجثة - صفر: من المسرحيات القصيرة                      | 2016    | اشتمل على (7) نصوص مسرحية قصيرة للكاتب. |
| بعيداً عن السيطرة                                       | 2017    | |
| فهد ردة الحارثي: الأعمال المسرحية الكاملة 1990م - 2021 | 2021    | صدرت عن نادي الطائف الأدبي، تشتمل على كافة نتاجه المسرحي حيث بلغت عدد نصوصه 47 نصاً مسرحياً توزعت على ثلاثة مسارات منها 33 نصاً لمسرح الكبار وسبعة نصوص لمسرح الأطفال وسبعة نصوص لمسرح المونودراما. |